# Geghadzor
Geghadzor (in armeno Գեղաձոր?, chiamato anche Gekhadzor; precedentemente Verkhnyaya Gezaldara e Gezaldara) è un comune dell'Armenia di 1 099 abitanti (2001) della provincia di Aragatsotn.